# Pristimantis enigmaticus
Pristimantis enigmaticus es una especie de anfibio anuro de la familia Craugastoridae.

## Distribución geográfica
Esta especie se encuentra en Ecuador en las provincias de Morona-Santiago, Orellana y Pastaza y en Perú en la región de Loreto entre los 169 y 956 m sobre el nivel del mar.
Su presencia es incierta en Colombia.

## Descripción
Los machos miden de 18 a 24 mm y las hembras de 26 a 36 mm.

## Publicación original
- Ortega-Andrade, Rojas-Soto, Valencia, Espinosa de los Monteros, Morrone, Ron & Cannatella, 2015: Insights from integrative systematics reveal cryptic diversity in Pristimantis frogs (Anura: Craugastoridae) from the Upper Amazon Basin. PLOS ONE, vol. 10, n.º 11, e0143392, p. 1–43[2]